# Майлз Теллер
Майлз Олекса́ндр Те́ллер (англ. Miles Alexander Teller; 20 лютого 1987, Даунінгтаун, Пенсільванія, США) — американський актор і музикант. Відомий за такими фільмами, як «Кроляча нора» (2010), «Проєкт Х: Дорвались» (2012), «21 і більше» (2013), «Ця незручна мить» (2014) та «Дивергент» (2014). Робота в психологічній драмі «Одержимість» (2014) принесла Теллеру безліч нагород і визнана кінопресою його акторським проривом.

## Біографія
Теллер народився в Даунінгтауні (штат Пенсильванія). Його батьки, Меррі Флауерс, агент з нерухомості, і Майк Теллер, інженер АЕС, були родом з Нью-Джерсі. У сім'ї, крім Майлза, були ще дві старші дочки. Його дід по батьківській лінії був євреєм, вихідцем з Росії, крім того, у нього ще англійські, ірландські, польські та французькі корені. У дитинстві він часто змінював місце проживання, оскільки цього вимагала робота його батька. В різний час сім'я жила і у Флориді, і в Нью-Джерсі. Теллер здобув ступінь бакалавра мистецтв у Нью-Йоркському університеті.

## Особисте життя
У 2013 Теллер почав зустрічатися з моделлю Келлі Сперрі . Вони заручини в серпні 2017 року та одружилися 1 вересня 2019 року.

## Фільмографія

### Фільми
| Рік  | Українська назва     | Оригінальна назва               | Персонаж                       |
| ---- | -------------------- | ------------------------------- | ------------------------------ |
| 2004 |                      | Moonlighters                    | Майлз                          |
| 2007 |                      | A Very Specific Recipe          | Лі                             |
| 2008 |                      | The Musicians                   | Мігель                         |
| 2010 | Кроляча нора         | Rabbit Hole                     | Джейсон                        |
| 2010 |                      | The Track Meet                  | Ендрю                          |
| 2011 | Вільні               | Footloose                       | Віллард Х'юїтт                 |
| 2012 | Проєкт Х: Дорвались  | Project X                       | Майлз                          |
| 2013 | Захоплюючий час      | The Spectacular Now             | Саттер Кілі                    |
| 2013 | 21 і більше          | 21 & Over                       | Міллер                         |
| 2014 | Одержимість          | Whiplash                        | Ендрю Німан                    |
| 2014 | Ця незручна мить     | That Awkward Moment             | Деніел                         |
| 2014 | Дивергент            | Divergent                       | Пітер                          |
| 2014 | Секс на дві ночі     | Two Night Stand                 | Алек                           |
| 2015 | Інсургент            | The Divergent Series: Insurgent | Пітер                          |
| 2015 | Фантастична четвірка | Fantastic Four                  | Рід Річардс / Містер Фантастік |
| 2016 | Аллегіант            | Allegiant                       | Вілл Девіс                     |
| 2016 | Охота на роботу      | Get a Job                       | Вілл Девіс                     |
| 2016 | Хлопці зі стволами   | War Dogs                        | Девід Пакоуз                   |
| 2016 | За кров до перемоги  | Bleed for This                  | Вінні Пац                      |
| 2017 | Вогнеборці           | Only the Brave                  | Брендан «Пончик» Макдоно       |
| 2017 | Відважні             | Thank You for Your Service      | Адам Шуманн                    |
| 2022 | Спайдергед           | Spiderhead                      | Джефф                          |
| 2022 | Топ Ґан: Меверік     | Top Gun: Maverick               | Бредлі Бредшоу                 |
| 2025 | Ущелина              | The Gorge                       | Леві                           |
| 2026 | Майкл                | Michael                         | Джон Бранка                    |

### Телебачення
| Рік  | Українська назва                    | Оригінальна назва    | Персонаж       |
| ---- | ----------------------------------- | -------------------- | -------------- |
| 2009 | Незвичайний детектив                | The Unusuals         | Джеймс Бурланд |
| 2019 | Занадто старий, щоб померти молодим | Too Old to Die Young | Мартін Джонс   |

## Нагороди
| Нагорода                | Рік  | Категорія                                         | Результат | Робота          |
| ----------------------- | ---- | ------------------------------------------------- | --------- | --------------- |
| Кінофестиваль «Санденс» | 2013 | Спеціальний приз журі                             | Перемога  | Захоплюючий час |
| MTV Movie Awards        | 2014 | Прорив року                                       | Номінація | Захоплюючий час |
| MTV Movie Awards        | 2014 | Найкращий поцілунок (Майлз Теллер і Шейлін Вудлі) | Номінація | Захоплюючий час |
| Супутник                | 2014 | Найкраща чоловіча роль у кінофільмі               | Номінація | Одержимість     |